# Poitevin (chien)
Pour les articles homonymes, voir Poitevin.
Le poitevin est une race de chiens originaire du Poitou en France. C'est un chien de chasse pour gros gibiers, d'allure élancée et sportive, à la robe tricolore. La Fédération cynologique internationale le répertorie dans le groupe 6, section 1, standard n° 24.
Doté d'un excellent flair, il est très rapide à la course.

## Historique

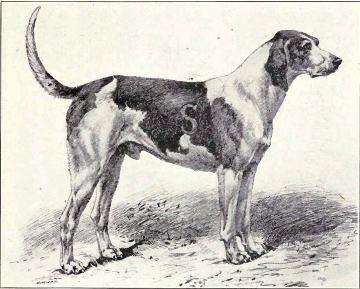
Un poitevin en 1915.

En 1692, le marquis François de Larrye créé une race proche du poitevin en croisant chiens courants autochtones et foxhound anglais. Après la Révolution française, la race est presque éteinte et c'est au milieu du XIXe siècle que des chasseurs de loups du Poitou sélectionnent le poitevin à partir du ceris et du montembœuf, deux races aujourd'hui disparues dont les ascendants remonteraient au greffier ou chien blanc du roy.

## Standard
Le poitevin est un chien courant de grande taille, d'allure gracieuse et élancée. La queue de longueur moyenne est fine et non espiée, attachée sur le rein et portée en décrivant une légère courbe. La tête est allongée avec un museau effilé. Les os saillants forment une légère petite bosse en arrière du crâne. Les oreilles tombantes sont fines et légèrement tournées, attachées bas, elles sont de largeur moyenne et mi-longues. Les grands yeux sont bruns cerclés de noir. Le poil est court et lustré. La robe est toujours tricolore, à fond blanc avec de larges taches noires et orange. Le poil louvard est fréquent.

## Caractère
Le standard FCI ne décrit pas de tempérament typique de la race. Le poitevin est un chien endurant, dynamique, passionné de chasse. Lors de son éducation, il est nécessaire de lui apprendre à ne pas délaisser le gibier poursuivi pour un autre. C'est un chien très sportif, qui demande une activité physique régulière s'il ne chasse pas. Il aime vivre en meute et ne supporte pas la solitude. Il est donc fortement déconseillé de le faire vivre en ville. Le poitevin est très affectueux, même avec les enfants qu'il a tendance à protéger.

## Utilité
Le poitevin est un chien de chasse pour la chasse à courre. Initialement sélectionné pour la chasse au loup, il compose à présent les équipages pour le cerf ou le chevreuil. Sa profondeur de poitrine lui permet de galoper plusieurs heures sans s'essouffler. Le galop et le saut sont faciles et il s'adapte à tout type de terrain. Le nez est très fin.